# Volei Municipal Zalău 2015-2016
Questa voce raccoglie le informazioni riguardanti il Volei Municipal Zalău nelle competizioni ufficiali della stagione 2015-2016.

## Organigramma societario
Area tecnica
- Allenatore: Stoev Stoyan
- Allenatore in seconda: Nicolae Bogdan

## Rosa
| N° | Nome              | Ruolo | Data di nascita  | Nazionalità sportiva |
| -- | ----------------- | ----- | ---------------- | -------------------- |
| 1  | Mihai Tarţa       | O     | 24 marzo 1995    | Romania              |
| 3  | Leandro Dal Bosco | S     | 25 novembre 1986 | Brasile              |
| 4  | Claudiu Iov       | L     | 17 febbraio 1996 | Romania              |
| 5  | Răzvan Mihalcea   | C     | 25 febbraio 1988 | Romania              |
| 7  | Rareș Bălean      | S     | 8 luglio 1997    | Romania              |
| 8  | Mihai Gheorghiţă  | C     | 3 luglio 1985    | Romania              |
| 9  | Cornel Miron      | S     | 20 febbraio 1994 | Romania              |
| 10 | Marin Lescov      | P     | 26 aprile 1990   | Moldavia             |
| 11 | Ciprian Matei     | O     | 24 aprile 1989   | Romania              |
| 12 | Marian Bala       | S     | 12 marzo 1990    | Romania              |
| 16 | Filip Constantin  | P     | 23 ottobre 1997  | Romania              |
| 17 | Adrian Feher      | L     | 5 dicembre 1979  | Romania              |
| 18 | Razvan Olteanu    | C     | 29 aprile 1991   | Romania              |